# San Martín de Loba
San Martín de Loba es un municipio de Colombia, ubicado en el sur del departamento de Bolívar. Perteneciente a la Subregión Loba; el municipio se encuentra al norte del Brazo de Loba y al oriente del Brazo de Papayal (río Magdalena). Está situado a 445 kilómetros de la capital departamental, Cartagena de Indias.

## División Político-Administrativa
La cabecera municipal está dividida por quince barrios; además, de 12 veredas circunvecinas: Bejuco, Bellavista, Buenavista, El Rosario, El Saltillo, Guacharaco, La Poza, Los Solivios, Mauricio, Santa Cruz-Los Marañones, Santiago y San Vicente.
San Martin de Loba tiene bajo su jurisdicción los centros poblados:
- Chimi: contiene la vereda Plan Bonito.

- El Hobo: contiene las veredas El Cruce Mejía, Nuevo Puente Mejía y Santa Rosa .
- El Varal: contiene la vereda San Pablo.
- Las Playitas: contiene la veredas El Congo, El Palmar, El Tabaco, La Moya y Rinconada.

- Los Pueblos.

- Papayal: contiene las veredas El Sinaí, La Pedreguda, Las Mercedes, Los Planos, Platanal y Villa Elvira.

- Pueblo Nuevo - Cerro de Julio: contiene la veredas El Rincón, Los Pueblos y Santa Inés.
- Puerto Sabana.

## Historia
San Martín de Loba es una población de origen indígena. Esta región estaba bajo el dominio de los indios malibúes, cuyo gobernante era el cacique Loba. A la llegada de los españoles, en su territorio habitaba el cacique Loba, de la nación Malibú Zondagua, que fue llamado por los españoles, según la tradición llamado San Sebastián de Turoné o San Sebastián de la Plata. Parece que el primero de los españoles que fisgoneó su territorio fue Jerónimo Lebrón, que comandaba una expedición en aquellos parajes.
El poblado de indios fue llamado inicialmente Sebastián de la Plata, por las riquezas del territorio. Parece que su nombre fue cambiado entre 1605 a 1609 por “Tierras de Loba” por el capitán español Diego Ortiz de Nieto, quien residía en la Villa de Mompox y le fue encomendada la misión de someter a “varias tribus antropófagas que amenazaban la villa”.
En 1635, Diego Ortiz Nieto, encomendero de la corona española y residente en Santa Cruz de Mompox, pide para sí las tierras comprendidas desde Hatillo de Loba y Barranco de Loba hasta Norosí, calculándose en unas 180.000 hectáreas. Esta región fue elegida como escondite de negros libertos y criollos que huían del yugo español.
Al morir Ortiz Nieto, tomó posesión de estas tierras su hija María Ortiz y se estableció en la población entonces llamada Loba, La Vieja. Luego de constatar que existía una gran reserva de oro, inició la explotación minera en el sitio La Cueva de Doña María conocido hoy en día como cerro de La Puya. María Ortiz, al igual que todos los colonizadores españoles, trajo una imagen pétrea de San Martín de Tours, que era su santo de devoción, para someter a sus negros esclavos.
Por motivos desconocidos, María Ortiz se marchó de estos territorios dejando la imagen de su santo en la población, por el gran fervor que los fieles le fueron tomando. La población pasó a llamarse San Martín de Loba, nombre con el que actualmente se conoce. Era el año de 1689.
El primer cementerio se localizó donde actualmente está la iglesia, luego en 1882 se traslada al sitio donde hoy en día funciona el mercado, y en 1909 fue reubicado en las afueras de la población, lugar donde se encuentra en la actualidad.
La explotación minera ha tenido gran auge en los años 1687, 1880, 1950, 1979 y 1996, inicialmente la trituración se realizaba en una roca situado a orillas del Playón de Santa Rosa, conocida hoy como la Piedra del Molino.
Es así como San Martín de Loba ha evolucionado a través del tiempo, pasando de una comunidad indígena con vocación minera a una comunidad mestiza y de vocación minera, agropecuaria y pesquera.

## Geografía

### Ubicación
San Martín de Loba se encuentra localizado al norte del país y al sur oriente del departamento de Bolívar. Sus coordenadas exactas son a 8°56′37″ de latitud Norte y 74°2′30″ de latitud Oeste.  Además de esto, cuenta con una superficie de 414 kilómetros cuadrados. San Martín se ubica y hace parte de la cuenca de la región Momposina, es decir, a la margen sur del Brazo de Loba del río Magdalena a lo largo de 13 km sobre esta ribera. 
La cabecera municipal de San Martín de Loba se encuentra a 15 minutos por vía fluvial del Municipio de El Banco, Magdalena y a una distancia aproximada de 445 km de la capital del Departamento, Cartagena. San Martín de Loba está incomunicado por vía terrestre de los departamentos limítrofes. La única conexión terrestre es con el municipio de Barranco de Loba.
|                         | Norte: Hatillo de Loba | Nordeste: El Banco |
| Oeste: Barranco de Loba |                        | Este: El Peñón     |
|                         | Sur: Río Viejo         | Sureste: Regidor   |

### Relieve
El relieve del municipio se caracteriza por el paisaje de montaña que se localiza en la serranía San Lucas hasta las proximidades de la cuchilla de Papayal. Los relieves predominantes son plano de inundación, lomas, glacis de acumulación, glacis de erosión y vallecitos.

### Hidrografía
Los recursos hídricos del municipio son variados, su principal corriente de agua es el brazo de Loba, afluente principal del río Magdalena, que baña la parte norte del municipio. La cuenca del brazo de Papayal recibe la quebrada Mejía, que forma la principal subcuenca y otras como las quebradas Grande y la Regla, que tributan a la ciénaga de Santa Lucía y al brazo de Loba respectivamente.

## Demografía
De acuerdo a los resultados del censo DANE 2018, en el municipio de San Martín de Loba, habitan 14.504 habitantes, de estos el 52,5% son hombres y el 47,5% son mujeres.

## Economía
Las principales actividades del municipio son la agrícola cultivándose principalmente el maíz, el plátano, la yuca, ajonjolí, frijol y frutales, en la actividad pecuaria se emplean variedades de pastos como la faragua, cocuyina, pángola, canutillo y el lambe y ganadería extensiva tradicional, la actividad pesquera captura especies como pacora, doncella, bocachico y bagre, La actividad minera extrae oro utilizando tecnología muy rudimentarias, la actividad comercial cuenta con tiendas de abarrotes, droguerías, almacenes y cacharrerías. 
De acuerdo al PDM en el municipio el sector minero representa la base de la economía local, podríamos decir a pesar de no tener un censo actualizado, que el 70% de la población en capacidad de trabajar se dedica a esta actividad, la mayoría de manera artesanal, esta actividad se viene efectuando desde los años 80, alcanzando su punto máximo de producción entre los años 90 y 2000, actualmente los mineros no cuentan con los implementos adecuados para explotar la minería y obtener mayor producción.
De acuerdo al PAI 2016 - 2019, En el municipio de San Martín de Loba, se localizan los asentamientos mineros de Mina Fácil, Mina Puya, La Chiva y Cerro Guacharaco.

## Medios de transporte
Entre las vías de comunicación se encuentran principalmente la fluvial, la cual se realiza en Chalupa, Jhonsos, lancha, canoa y planchones para trasladarse al departamento del Magdalena, Cesar, Santander, Sucre, parte de Antioquia y subregión de Bolívar. La única vía de acceso terrestre con la que cuenta el Municipio es la vía San Martín-Barranco (Bolívar), comunicándose con el Municipio de Altos del Rosario.

## Cultura
El activo cultural del municipio de San Martín de Loba está dominado por un conjunto de activos intangibles, que exponen y recopilan el periodo de transición entre la vida indígena, la esclavitud y la cultura española. De esta forma nacen: la danza de los indios, las pilanderas, los bailes cantaos de la tambora y la danza de la malla entre otros.
En 1984 nace el Festival Nacional de la Tambora, un espacio generado para la preservación de los bailes cantaos, el intercambio y transferencia cultural a nivel regional, nacional e internacional; es el evento con más renombre en la región, que reúne con amplia extensión a artistas que interpretan, investigan y enaltecen La Tambora en sus cuatro expresiones más tradicionales: Berroche, Chandé, Tambora y Guacherna. Con los años surgen dos festivales más: El Festival Cultural y Literario del Caribe que tiene como temática la educación, transferida a través de concursos de canto, pintura, ecología, poesía, las décimas y el cuento, y el Expofestival Cultural de Emprendimiento, cuyo objetivo principal es el rescate de las tradiciones y costumbres ancestrales lobanas. Entre ellas se destacan las danzas tradicionales, la gastronomía e impulsar el emprendimiento de juventudes.
Se suma a la expresión cultural, celebraciones como la Semana Santa, las Novenas Navideñas y la llegada de Los Reyes Magos, determinadas por el dominio de algunos presbíteros momposinos (1710 – 1738) y la Iglesia católica, que fueron influenciadas por el espíritu de alegría de la raza negra, la creatividad artística del lobano y los bailes cantaos; fusionando ciertas tendencias hasta crear un estilo propio.

### Bibliotecas
El municipio cuenta la Biblioteca Juan de Jesús Centeno Puerta adscrita a la red Nacional de Bibliotecas, la cual no cuenta con un espacio propio y al encontrarse ubicada en la Casa de la Cultura.

### Casa de la Cultura
Además del Consejo Municipal de Cultura en el Municipio funcionan la Casa de la Cultura “JUAN DE DIOS CENTENO” que desarrolla actividades conjuntas, con la Biblioteca, tales como capacitación para música de viento y música tradicional, talleres de lectura, fomento de la escritura y concursos.

### Instituciones Educativas
La actividad de educación y formación la realizan en el Municipio Instituciones Educativas oficiales que cubren el ciclo de la educación desde la básica primaria hasta la media vocacional o académica. Hoy cubren dicho campo educativo, los siguientes colegios: 
- Colegio Departamental “Agropecuario y Minero” de San Martín de Loba.
- Colegio Departamental de Bachillerato de “Las Playitas”.
- Colegio Departamental “Leonidas Ortiz Alvear”.
- Colegio “Elvira López de Faciolince”.
- Colegio Departamental de Bachillerato Comercial Nocturno de San Martín.

### Artesanos y productos artesanales
San Martín de Loba es un pueblo de artesanos. Se trabaja el totumo, la madera, el fique, el bejuco, el barro y se hacen ollas, tinajas, balayes, canoas, atarrayas, mochilas, aguaderas.  

### Leyendas
Además de las leyendas conocidas en la región como el Mohán, la Mojana, la Madremonte, el Jorasquín del Monte, la Guabina, el Encanto del Río, en el pueblo se habla de otras leyendas como son: Piedra de San Martín. Se refiere a una enorme mole que se encuentra al lado del templo y donde según dicen el caballo de San Martín puso su huella, y en cuya hondura antiguamente se lavaba el oro.

## Deporte
El municipio cuenta con 17 escenarios deportivos (incluyendo en sus corregimientos) para 14.504 habitantes (DANE 2018). Entre estas se encuentran: Cancha de Futbol Central, cancha Múltiple Central, cancha Múltiple del Barrio 28, cacha múltiple San Martín Etapa 2, cancha Sintética de Microfútbol, cncha de microfútbol Nuevo Horizonte, Centro de Rendimiento Deportivo.

## Estructura organizacional municipal
| San Martín de Loba | San Martín de Loba | San Martín de Loba         |
| Departamento       | Código DANE        | Categoría municipal (2023) |
| ------------------ | ------------------ | -------------------------- |
| Bolívar            | 13667              | Sexta                      |

- Personería: Es un centro del Ministerio Público de Colombia que ejerce, vigila y hace control sobre la gestión de las alcaldías y entes descentralizados; velan por la promoción y protección de los derechos humanos; vigilan el debido proceso, la conservación del medio ambiente, el patrimonio público y la prestación eficiente de los servicios públicos, garantizando a la ciudadanía la defensa de sus derechos e intereses.

- Concejo Municipal: Es la suprema autoridad política del municipio. En materia administrativa sus atribuciones son de carácter normativo. También le corresponde vigilar y hacer control político a la administración municipal. Se regulan por los reglamentos internos de la corporación en el marco de la Constitución Política Colombiana (artículo 313) y las leyes, en especial la Ley 136 de 1994 y la Ley 1551 de 2012.

Constituido por 11 concejales por un periodo de 4 años.
- Alcaldía Municipal: En esta se encuentra la administración municipal y las entidades descentralizadas del municipio.

El alcalde se pronuncia mediante decretos y se desempeña como representante legal, judicial y extrajudicial del municipio. El actual alcalde municipal es Adalberto Cotes Nieto (2024-2027), elegido por voto popular.
- JAL.

## Servicios públicos
- Energía Eléctrica: Afinia, del grupo EPM, es la empresa prestadora del servicio de energía eléctrica.
- Gas Natural: Surtigas es la empresa distribuidora y comercializadora de gas natural en el municipio.